# Palóc nyelvjárás
A palóc nyelvjárás az egyik legismertebb magyar nyelvjárás. Szlovákiában és Észak-Magyarországon elterjedt, pontosabban a Vágtól keletre, a Dunától és a Budapest-Cegléd-Szolnok vonaltól északra egészen a Tiszáig és a Sajó-Hernád-medencéig.

## Jellemzői
A palóc nyelvjárás egyik legjellemzőbb hangtani sajátsága az „a” és „á” hangoknak a köznyelvitől eltérő ejtése; az „a” helyett rendszerint ajakzárás nélkül képzett „â”-t ejtenek (rövid „á”), az „á” helyett pedig az ajakzárás különböző fokával képzett, néhol egészen „ó”-ba hajló „ā”-t (hosszú „a”), amelynek helyébe néha diftongus lép. Pl.: szâmār (szamár), âlmâ (alma), nâgy (nagy). Ez a nyelvjárás egyértelműen megkülönbözteti a „ly” hangot a „j”-től: l(j)āny, fol(j)ó, l(j)uk, gól(j)â. Jellemzőek a záródó típusú diftongusok („ó” >> „au”, „ő” >> „öü”, „é” >> „ië”). A -val, -vel rag v-je rendszerint nem hasonul: sokvâl (sokkal), hāzvâl (házzal), âsszonyvâl (asszonnyal), giëpvel (géppel). Helyenként még hallható a régmúlt igeidő: megcsókolt volt, a „megyek” helyett pedig a fiatalok beszédében is elég általános a menek, például âszt mënëk fiërjhë (aztán nemsokára férjhez megyek). A köznyelvi -ban, -ben helyett helyhatározók esetén néhol -on járja: vāroson (városban), míg az -on, -en, -ön helyett -ba(n), -be(n): âbbâ orombâ (azon a hegyormon/hegycsúcson). Bizonyos területeken a meg igekötő g-je hasonul az ige első mássalhangzójához: mëmmiërgeztë (megmérgezte), mëhhâlt (meghalt), mëllocsol (meglocsol).
A palóc nyelvjárás tájszavai között – különösen újabban – szlovák eredetű szavak is jelentkeznek.
Az helyett gyakran a névelő használatos, például így mondják: a asztalon, a Ödön stb. Valamint jellemző a suksükölés.

## Nyelvi hasonlóságok
A palóc nyelvjárás az egyetlen olyan, amely alapjaiban egyforma maradt a magyar nyelvvel. A két nyelvjárás egyforma, viszont vannak eltérések írásban és kiejtésben egyaránt. A palócok és magyarok megértik egymást még akkor is, ha saját nyelvükön, nyelvjárásukon beszélnek egymással.
Olyan közel vannak egymáshoz, mint pl. az amerikai angol és az angliai angol.

## Típusai
Három típusra osztható:
1. Nyugati palóc (a Garamtól nyugatra)
2. Középső palóc ( a volt Bars, Hont, Nógrád, Gömör, Észak-Heves, Észak-Borsod és Észak-Pest megyék)
3. Délkeleti palóc (Jászság és Dél-Borsod)

## A magyar irodalomban
A leghíresebb palóc Mikszáth Kálmán, a nagy palóc, aki a műveiben a palócságot a világirodalom felé vezeti.

## Ajánlott irodalom
- Tóth Imre:Palóc tájszótár, Nap Kiadó, 2007 ISBN 9789639658042
- Mazurka Károly: Szuhogyi palóc tájszótár, Tinta Könyvkiadó, Budapest, 2009
- Szücs István: A nyitra-vidéki palóc nyelvjárás. Nyelvjárási Tanulmányok III., 1905
- Dallos István: A nyitravidéki palócok. In: Nyitrai írók könyve. Nyitra, 1935, 151 nn.

## Külső hivatkozások
- Palóc út – A palóc nyelvjárás sajátosságai Archiválva 2007. március 11-i dátummal a Wayback Machine-ben
- A palócok eredete, bemutatása, nyelvjárásuk
- Szeder Fábián János – A palóczokról
- Palócföld.lap.hu – linkgyűjtemény
- Hangfelvételek